# Er-Rachidía
Er-Rachidía (en tamazight: ⵉⵎⵜⵖⵔⵏ الرشيدية ar-rašīdīyah) o Errachidía es una ciudad de Marruecos, capital de la provincia de Errachidía. Antiguamente llamada Ksar es-Souk, ciudad militar que sirvió de base a la Legión Extranjera Francesa, surgió a principios de siglo XX construida formando un damero al más puro estilo militar.

## Coordenadas
- Latitud: Norte 31° 55.646'
- Longitud: Oeste 04° 25.00
- Altitud: 1009 m s. n. m.

## Características
Es una ciudad relativamente moderna y tiene una gran cantidad de talleres y tiendas de repuesto para automóviles, ya que se trata de una ciudad estratégica a la hora de planear el camino hacia las primeras dunas (Erg Chebbi) que conforman el desierto marroquí.